# Chalcura maximovichi
Chalcura maximovichi är en stekelart som först beskrevs av Girault 1936.  Chalcura maximovichi ingår i släktet Chalcura och familjen Eucharitidae. Inga underarter finns listade i Catalogue of Life.